# Donald J. Cram

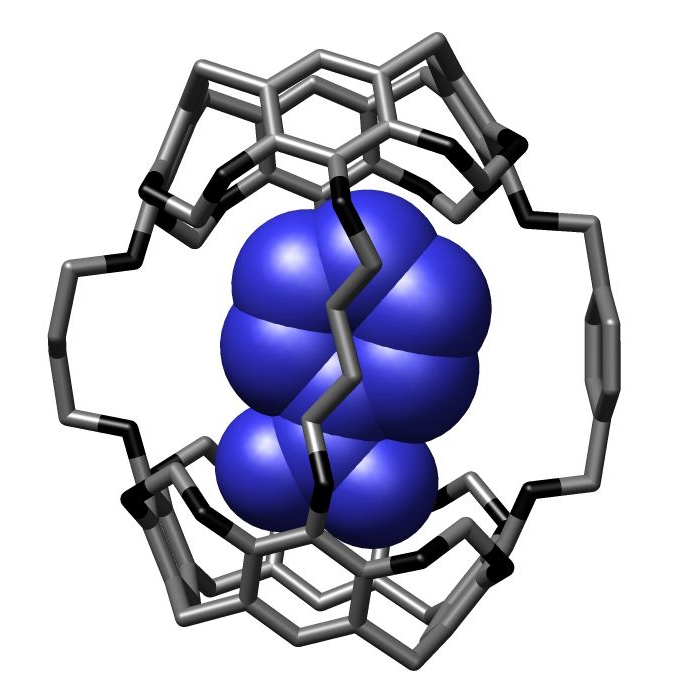
Kristallstruktur von Nitrobenzol in einem „Käfig“ beschrieben von Cram et al.

Donald James Cram (* 22. April 1919 in Chester, Windsor County, Vermont; † 17. Juni 2001 in Palm Desert, Kalifornien) war ein amerikanischer Chemiker und Chemienobelpreis-Träger.

## Leben und Werk
Donald J. Cram wurde als Sohn eines Offiziers und Rechtsanwaltes und einer Mutter mit deutscher Herkunft in Chester geboren. Mit vier Jahren las er bereits Kinderbücher. Seine Kindheit bezeichnete er selbst als abenteuerlich und idyllisch. Mit 53 Jahren verstarb sein Vater. Die 12. Klasse absolvierte er in einer kleinen Privatschule auf Long Island, New York. Hier erwarb er auch ein 4-jähriges Stipendium.
Nach dem Schulabschluss studierte Cram Chemie am Rollins College, Florida und an der University of Nebraska. Während des Studiums erwarb er einen Pilotenschein, beteiligte sich an mehreren Theateraufführungen, sang in einem Chor, produzierte ein eigens Radioprogramm und las sehr viel, vor allem Dostojewski, Spengler und Tolstoi. Nach dem Studienabschluss war er bei der National Buscuit Campany in New York tätig, zuerst im Verkauf und später im Laborbereich. Als er in diesem Zusammenhang stärker in die Forschungsarbeit einbezogen wurde und er hier an seine Erfahrungen während der Studienzeit anknüpfen konnte, zog ihn diese Arbeit magisch an. Er war begeistert, immer auf der Suche nach neuen Phänomenen zu sein. Ganz im Gegensatz zu dem Rat seines ersten Chemieprofessors an der Universität entschied er sich für eine wissenschaftliche Laufbahn. Dazu erhielt er 1942 ein Angebot für eine Lehrassistenz an der Universität Nebraska. Daneben beteiligte er sich an einem Forschungsprojekt bei Merk&Co. zum Penicillin, das durch Dr. Max Tisher (1899–1977) betreut wurde. Dieser half ihm, nach Ende des Zweiten Weltkrieges, eine Anstellung an der Harvard-Universität zu bekommen und seine begonnene Dissertation auf eine solide Basis zu stellen. Hier arbeitet er sehr eng mit den Wissenschaftlern Prof. Paul Doughty Barlett (1907–1997) und Robert B. Woodward (1917–1979) zusammen. Nach der Promotion im Fachgebiet Organische Chemie bei Louis Frederick Fieser an der Harvard University im Jahre 1947 ging er an die University of California in Los Angeles, wo er 1956 Professor wurde. Von großem Vorteil für ihn war, dass sich in diesen Jahren die UCLA zu einer Weltklasse-Institution, mit großem internationalem Ansehen, entwickelte. Im Jahr 1952 stellte er die Cramsche Regel auf, die Vorhersagen über den Verlauf von diastereomeren Reaktionen erlaubt.
Er stellte Theorien über die katalytische Asymmetrische Induktion auf (z. B. die erwähnte Cram-Regel) und untersuchte in den 1950er Jahren Cyclophane und ab den 1980er Jahren Resorcinarene, Moleküle die als Transportkapseln dienen können. In seiner wissenschaftlichen Laufbahn schrieb er drei wissenschaftlichen Bücher, gemeinsam mit G.S. Hammond das Lehrbuch für „Organische Chemie“, gemeinsam mit D. H. Richards und George S. Hammond (1921–2005) das Lehrbuch „Elemente der organischen Chemie“ sowie gemeinsam mit J. M. Cram das Buch „Essence of Organic Chemistry“.
Cram war zweimal verheiratet, seine zweite Ehefrau war Jane Maxwell Cram, und er hatte keine Kinder. Er verstarb am 17. Juni 2001 in Palm Dessert.

## Auszeichnungen
Er erhielt 1987 gemeinsam mit Jean-Marie Lehn und Charles Pedersen den Nobelpreis für Chemie für die Entwicklung und Verwendung von Molekülen mit strukturspezifischer Wechselwirkung von hoher Selektivität (Supramolekulare Chemie). 1993 erhielt er die National Medal of Science, 1986 die Willard Gibbs Medal, 1992 den NAS Award in Chemical Sciences. 1965 den American Chemical Society Award for Creative Work in Synthetic Organic Chemistry, 1974 den Arthur C. Cope Award, 1989 die Glenn T. Seaborg Medal und 1984 den Tolman Award.
Cram erhielt die Ehrendoktorwürde der Universität Uppsale 1977 und der University of Southern California 1983.
1961 wurde Cram in die National Academy of Sciences, 1967 in die American Academy of Arts and Sciences gewählt.

## Schriften
- mit George S. Hammond Organic Chemistry, 1959, 2. Auflage, McGraw Hill 1964, 3. Auflage mit James B. Hendrickson 1970